# Сент-Андре-де-Крюзьер
Сент-Андре́-де-Крюзье́р (фр. Saint-André-de-Cruzières, окс. Sant Andrieu de Crusèiras) — коммуна во Франции, находится в регионе Рона — Альпы. Департамент коммуны — Ардеш. Входит в состав кантона Ле-Ван. Округ коммуны — Ларжантьер.
Код INSEE коммуны — 07211.

## Население
Население коммуны на 2008 год составляло 507 человек.
| 1962 | 1968 | 1975 | 1982 | 1990 | 1999 | 2008 |
| ---- | ---- | ---- | ---- | ---- | ---- | ---- |
| 379  | 425  | 403  | 411  | 383  | 425  | 507  |

## Экономика
В 2007 году среди 305 человек в трудоспособном возрасте (15—64 лет) 197 были экономически активными, 108 — неактивными (показатель активности — 64,6 %, в 1999 году было 65,4 %). Из 197 активных работали 160 человек (87 мужчин и 73 женщины), безработных было 37 (15 мужчин и 22 женщины). Среди 108 неактивных 28 человек были учениками или студентами, 47 — пенсионерами, 33 были неактивными по другим причинам.